# Екрю (Міссісіпі)
Екрю (англ. Ecru) — село (англ. town) в США, в окрузі Понтоток штату Міссісіпі. Населення — 901 особа (2020).

## Географія
Екрю розташований за координатами 34°21′15″ пн. ш. 89°1′23″ зх. д. / 34.35417° пн. ш. 89.02306° зх. д. (34.354297, -89.023135).  За даними Бюро перепису населення США в 2010 році місто мало площу 12,22 км², з яких 12,21 км² — суходіл та 0,01 км² — водойми.

## Демографія
Згідно з переписом 2010 року, у місті мешкало 895 осіб у 347 домогосподарствах у складі 232 родин. Густота населення становила 73 особи/км².  Було 403 помешкання (33/км²).
Расовий склад населення:
| - 77,5 % — білих - 12,7 % — чорних або афроамериканців - 0,6 % — азіатів - 0,4 % — вихідців з тихоокеанських островів - 7,6 % — осіб інших рас |

До двох чи більше рас належало 1,1 %. Частка іспаномовних становила 8,3 % від усіх жителів.
За віковим діапазоном населення розподілялося таким чином: 28,0 % — особи молодші 18 років, 58,6 % — особи у віці 18—64 років, 13,4 % — особи у віці 65 років та старші. Медіана віку мешканця становила 35,9 року. На 100 осіб жіночої статі у місті припадало 101,1 чоловіків;  на 100 жінок у віці від 18 років та старших — 100,6 чоловіків також старших 18 років.
Середній дохід на одне домашнє господарство  становив 53 430 доларів США (медіана — 43 750), а середній дохід на одну сім'ю — 64 754 долари (медіана — 62 865). За межею бідності перебувало 14,3 % осіб, у тому числі 11,6 % дітей у віці до 18 років та 12,8 % осіб у віці 65 років та старших.
Цивільне працевлаштоване населення становило 584 особи. Основні галузі зайнятості: виробництво — 42,5 %, освіта, охорона здоров'я та соціальна допомога — 11,3 %, роздрібна торгівля — 10,6 %.